# جاك ثيموبيليه
جاك ميدينا ثيموبيليه (بالفرنسية: Jacques Medina Thémopelé) (ولد في 8 فبراير 1998 في برازافيل، الكونغو) لاعب كرة قدم كونغولي يجيد اللعب في مركز المهاجم. يلعب حاليا لصالح الحد في الدوري البحريني الممتاز منذ 2023.

## المسيرة الرياضية

### الأندية
في 16 سبتمبر 2023 انتقل ثيموبيليه من فيتا كلوب الكونغولي الديمقراطي إلى الحد البحريني في صفقة انتقال حر.

## روابط خارجية
- جاك ثيموبيليه على موقع قاعدة بيانات كرة القدم.إي يو (الإنجليزية)
- جاك ثيموبيليه على موقع Soccerway.com (الإنجليزية)